# Vallorcine
Vallorcine (en francoprovençal Vâlorsena) és un municipi francès situat al departament de l'Alta Savoia i a la regió d'Alvèrnia-Roine-Alps. L'any 2007 tenia 416 habitants.

## Demografia

### Població
El 2007 la població de fet de Vallorcine era de 416 persones. Hi havia 180 famílies de les quals 60 eren unipersonals (48 homes vivint sols i 12 dones vivint soles), 40 parelles sense fills, 64 parelles amb fills i 16 famílies monoparentals amb fills.
La població ha evolucionat segons el següent gràfic:
Habitants censats

### Habitatges
El 2007 hi havia 461 habitatges, 188 eren l'habitatge principal de la família, 213 eren segones residències i 60 estaven desocupats. 325 eren cases i 132 eren apartaments. Dels 188 habitatges principals, 124 estaven ocupats pels seus propietaris, 49 estaven llogats i ocupats pels llogaters i 15 estaven cedits a títol gratuït; 8 tenien una cambra, 18 en tenien dues, 36 en tenien tres, 56 en tenien quatre i 70 en tenien cinc o més. 151 habitatges disposaven pel capbaix d'una plaça de pàrquing. A 98 habitatges hi havia un automòbil i a 75 n'hi havia dos o més.

### Piràmide de població
La piràmide de població per edats i sexe el 2009 era:
| Homes | Edats   | Dones |
| ----- | ------- | ----- |
| 0     | 95 o +  | 0     |
| 0     | 90 a 94 | 0     |
| 4     | 85 a 89 | 12    |
| 0     | 80 a 84 | 4     |
| 16    | 75 a 79 | 8     |
| 4     | 70 a 74 | 8     |
| 12    | 65 a 69 | 8     |
| 4     | 60 a 64 | 4     |
| 4     | 55 a 59 | 4     |
| 24    | 50 a 54 | 16    |
| 8     | 45 a 49 | 20    |
| 12    | 40 a 44 | 16    |
| 12    | 35 a 39 | 12    |
| 32    | 30 a 34 | 24    |
| 20    | 25 a 29 | 4     |
| 16    | 20 a 24 | 4     |
| 12    | 15 a 19 | 8     |
| 4     | 10 a 14 | 16    |
| 8     | 5 a 9   | 16    |
| 8     | 0 a 4   | 12    |

## Economia
El 2007 la població en edat de treballar era de 255 persones, 204 eren actives i 51 eren inactives. De les 204 persones actives 197 estaven ocupades (112 homes i 85 dones) i 7 estaven aturades (5 homes i 2 dones). De les 51 persones inactives 20 estaven jubilades, 15 estaven estudiant i 16 estaven classificades com a «altres inactius».

### Ingressos
El 2009 a Vallorcine hi havia 173 unitats fiscals que integraven 399 persones, la mediana anual d'ingressos fiscals per persona era de 17.187 €.

### Activitats econòmiques
Dels 75 establiments que hi havia el 2007, 4 eren d'empreses extractives, 8 d'empreses de construcció, 3 d'empreses de comerç i reparació d'automòbils, 2 d'empreses de transport, 14 d'empreses d'hostatgeria i restauració, 1 d'una empresa d'informació i comunicació, 3 d'empreses immobiliàries, 8 d'empreses de serveis, 27 d'entitats de l'administració pública i 5 d'empreses classificades com a «altres activitats de serveis».
Dels 13 establiments de servei als particulars que hi havia el 2009, 1 era un paleta, 4 fusteries, 2 electricistes, 5 restaurants i 1 agència immobiliària.
Dels 3 establiments comercials que hi havia el 2009, 1 era una botiga de més de 120 m², 1 una fleca i 1 una peixateria.
L'any 2000 a Vallorcine hi havia 3 explotacions agrícoles.

## Equipaments sanitaris i escolars
El 2009 hi havia una escola elemental.

## Poblacions més properes
El següent diagrama mostra les poblacions més properes.